# Vinderslevholm
Vinderslevholm er en herregård hvis historie går tilbage til 1400-tallet. Den ligger på et næs i Hinge Sø i den østlige del af Vinderslev Sogn, Silkeborg Kommune (Tidligere Kjellerup Kommune, Lysgård Herred, Viborg Amt). Den hed oprindeligt Vinderslevgård, og lå ved siden af kirken i Vinderslev. Omkring 1558 (nogle kilder siger omkring 1540, måske først 1551) blev den flyttet, og den nuværende hovedbygning opført på en odde ved Hinge Sø; Det er et næsten 30 meter langt sengotisk hus i ét stokværk, bygget i munkesten på en høj kampestenskælder. Det var beskyttet mod land af en voldgrav på tværs af næsset.
Ved udstykning, vist nok 1907, fik gården med et lille tilliggende navnet Vinderslevholm. Hovedbygningen, de to staldbygninger og den brolagte gårdsplads er fredet og 25 hektar park og skov.
Mellem 2012 og 2015 dannede Vinderslevholm rammen om DR1s underholdningsprogram, Den store bagedyst. Dog er selve konkurrencen foregået i et telt ved siden af hovedbygningen, og fra 2016 er programmet flyttet til Clausholm.

## Vinderslevholms mange ejerskift
Af ejere kendes Peder Eriksen Løvenbalk 1442-1501. Hans datter Ellen blev gift med Hans Skeel, som dermed overtog gården. Derefter gik den til sønnen Niels Skeel, der døde 1561. Hans enke Karen Krabbe mageskiftede den til Kronen, dvs. Frederik II, 1579. Kongen samlede på den tid store områder i landet til vildtbaner, sammenhængende jagtområder, hvor kun kongen havde jagtret. 1589-95 var Vinderslevholm forlenet til Jørgen Friis, men lå derefter under Silkeborg Len som ladegård. I den tid var hovedbygningen ikke beboet og gik derfor i forfald. Faktisk foreslog lensmanden i 1635 at nedrive den og bruge materialerne på Silkeborg Slot. I stedet blev den året efter fæstet bort på livstid til Anne Folkvartsdatter, i 1651 til Mogens Høg, i 1658 til Hans Friis og i 1660 til oberst Ditlev Rantzau. 1696 blev herregården skænket til amtmand Joh. Otto Raben. Ca. 1700 solgte han den til forpagteren på Vilhelmsborg Hans Thomsen Strømborg. Efter Strømborgs død 1719 blev den delt mellem hans fem døtre, men året efter blev den atter sammenkøbt af Christian Fischer til Allinggaard. Han solgte den 1751 til etatsråd Arnold Christian Dyssel, der 1756 solgte den videre til Mathias Johansen Wedderking til Kyø, som igen to år senere solgte den til baron Christian Frederik Juel-Rysensteen.
Allerede året efter købtes den af assessor Jens Jørgen Bredahl. Efter hans død 1774 blev den i 1775 solgt til kaptajn og landinspektør Math. Hansen Lunn. 1780 solgte han videre til Hans Hansen, der i 1790 fik kongelig bevilling til at frasælge bøndergodset – fæstegårdene – uden tab af hovedgårdens frihedsrettigheder. 5 år senere solgte han gården til sin svigersøn Søren Chr. Glud, som i 1806 fik tilladelse til at udstykke den i 6 parceller. Der var på den tid store penge at tjene ved at ”slagte” herregårde. Hovedparcellen solgte han 1811 til overretsassessor Carst. Friis, branddirektør J. G. Dinesen og Niels Møller. De tre solgte 1815 videre til Math. Thomsen. 1819 blev den igen solgt til ovennævnte Søren Glud. 1832 solgte han til Th. S. Hansen, der solgte videre til Kanstrup. 1841 kom den videre til B.C.N. Ree, og i 1846 til købmand J. Pilegaard Bay, som døde 1865. Året efter skødede hans enke gården til svigersønnen C. Maule. Da hans enke døde 1894 blev gården året efter overdraget til hendes børn Helene Fox-Maule og ingeniør C. Fox-Maule, som gav gården navnet Vinderslevholm. Senere har den været ejet af hofjægermester, grev Frederik Julius Ahlefeldt-Laurvig, som døde 1944, grosserer T. Vinkel, købmand J. Matthesen og fabrikant Ladekjær Mikkelsen. I dag (april 2008) ejes Vinderslevholm af Dansk Erhvervsprojekt A/S.

## Eksterne kilder og henvisninger
1. ↑  Jørgen Friis af Haraldskær slægtsside på finnholbek.dk